# Biidmonea fayalensis
Biidmonea fayalensis is een mosdiertjessoort uit de familie van de Crisinidae. De wetenschappelijke naam van de soort is voor het eerst geldig gepubliceerd in 1903 door Calvet.